# 기사 윌리엄
《기사 윌리엄》(영어: A Knight's Tale)는 2001년 미국의 중세 모험 코미디 영화로, 브라이언 헬걸런드 감독이 연출하고, 히스 레저, 마크 애디, 폴 베터니, 루퍼스 슈얼 등이 출연하였다. 제프리 초서의 이야기책 "캔터베리 이야기"의 첫 번째 장 '기사 이야기'에서 제목을 따왔으며 서사 일부를 채택하였다.

## 줄거리
영화는 "중세 시대에 스포츠가 생겨났다. 귀족 기사들만 서로 싸울 수 있었고, 농부들은 그들의 팬이였다. 그 스포츠는 바로 마상창시합이었다. 이 시합은 어느 한물 간 전 우승자에겐 끝을 의미했지만, 농부 종자 윌리엄에게 그건 단지 시작일 뿐이었다"라는 인터타이틀로 시작한다.
14세기 유럽, 가난한 지붕 수리공의 아들 윌리엄(히스 레저 분)이 주인으로 모시던 기사가 어느 날 마상창시합 도중 쓰러지고 후에 숨이 멎는다. 어릴 적부터 기사가 꿈이었던 윌리엄은 귀족들에게만 참가 자격이 있는 대회 규칙상 신분을 속이고 얼떨결에 대회에 참가해 우승을 하게 된다.
이때부터 자신을 지지하는 동료 롤런드(마크 애디 분), 와트(앨런 튜딕 분)와 더불어 창술과 마창 등 담력을 겨루는 혹독한 훈련에 돌입한 윌리엄. 도중에 시인이라 자칭하는 도박꾼 초서(폴 베터니 분)까지 합세해 기사 울리히로 기재된 가짜 기사 신분 증명서까지 만들고 대회가 열리는 도시를 찾아 대장정을 시작한다. 결투는 승승장구. 그는 세상의 모든 사람들에게 영웅이란 칭호를 받으며 인기와 찬사를 한 몸에 받는다.
한편 윌리엄은 대회 중간 관중으로 참석한 아름다운 흑발 여성 조슬린(섀넌 소서먼 분)에게 한눈에 반하게 되고 그녀가 상류 귀족 신분을 가졌음을 알게 된다. 윌리엄을 진짜 기사 울리히로 알고 있는 조슬린 또한 그의 천진함과 남자다운 기개에 점점 끌리게 되는데...

## 출연
- 히스 레저 - 윌리엄 새처 / 울리히 폰리히텐슈타인 경 역
  - 리 콘웰 - 어린 윌리엄 역
- 루퍼스 슈얼 - 아데마르 백작 역
- 마크 애디 - 롤런드 역
- 앨런 튜딕 - 와트 역
- 폴 베터니 - 제프리 초서 역
- 섀넌 소서먼 - 조슬린 역
- 로라 프레이저 - 케이트 역
- 베레니스 베조 - 크리스티나 역
- 제임스 퓨어포이 - 토머스 콜빌 / 흑태자 에드워드 경
- 크리스토퍼 캐즈노브 - 존 새처 역
- 스티븐 오도널 - 소환 담당자 사이먼 역
- 닉 브림블 - 엑터 경
- 로저 애슈턴그리피스 - 늙은 주교 역
- 조너선 슬링어 - 면죄부 장수 피터 역
- 앨리스 코너
- 버윅 케일러

## 우리말 녹음
KBS 성우진
- 구자형 - 윌리엄 (히스 레저)
- 이장원 - 롤런드 (마크 애디)
- 강구한 - 아데마르 (루퍼스 슈얼)
- 오길경 - 조슬린 (섀넌 소서먼)
- 성완경 - 제프리 초서 (폴 베터니)
- 김영민 - 와트 (앨런 튜딕)
- 이완호
- 임은정
- 김옥경
- 서광재
- 김관진
- 김소형
- 서윤석
- 김승태
- 이원준
- 안용욱